# Альфред Джон Кін
Альфред Джон Кін (англ. Alfred John Keene, 1864—1930) — британський художник-аквареліст, який працював у Дербі.

## Біографія
Альфред — четвертий син британського фотографа Річарда Кіна (англ. Richard Keen), видавця Derby Telegraph, брат аквареліста Вільяма Какстон Кіна(англ. William Caxton Keene) і фотографа Чарльза Барроу Кіна (англ. Charles Barrow Keene). З 1878 по 1895 роки навчався в Художній школі Дербі.
Після смерті батька продовжив його справу разом із Чарльзом Альфредом. У 1887 група ентузіастів на чолі з Альфредом Кіном створює «Клуб замальвок Дербі» (англ. Derby Sketching Club).

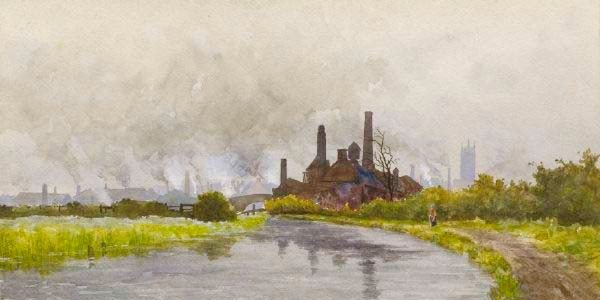
Шаронський хімічний завод 1894

Малюнки Альфреда Кіна колекціонував Альфред Гуді (англ. Alfred Goody), який купив 77 його робіт. У 1940 році Альфред Гуді надав неоціненну підтримку клубу. Він накопичив прекрасну колекцію творів художників Дербіширу, які фіксують життя і ландшафт області протягом цих років. Колекція тепер зберігається в Музеї і художній галереї Дербі.